# Ulica Władysława Reymonta w Krakowie
Ulica Władysława Reymonta – ulica w Krakowie w dzielnicy V Krowodrza, na Czarnej Wsi.

## Historia
Ulicę wytyczono w 1923 roku w miejscu rozebranego wówczas bastionu (powstałego w 1866), zajmującego obszar pomiędzy ulicami Oleandry, Biblioteczną i Reymonta. Obecną nazwę ulica otrzymała w 1926 roku. W tamtym czasie sięgała jedynie do ul. Miechowskiej, jej ciąg dalszy powstał po wojnie.

## Przebieg
Swój bieg rozpoczyna na skrzyżowaniu z ulicami Adama Mickiewicza i Czystej. Kończy się przy skrzyżowaniu z ulicami Jana Buszka i Piastowskiej. Od skrzyżowania z ul. Miechowską, ul. Władysława Reymonta tworzą dwie ulice rozdzielone pasem zieleni.
Przy początku ulicy z lewej strony znajduje się Akademia Górniczo-Hutnicza im. Stanisława Staszica, a z prawej Gmach Wydziału Studiów Międzynarodowych i Politycznych Uniwersytetu Jagiellońskiego, Instytut Amerykanistyki i Studiów Polonijnych Uniwersytetu Jagiellońskiego i Biblioteka Główna Uniwersytetu Rolniczego im. Hugona Kołłątaja. Przy skrzyżowaniu z ulicą Miechowską z prawej strony znajduje się Pomnik Henryka Reymana oraz Młodzieżowy Dom Kultury „Dom Harcerza Park” i Park im. Henryka Jordana. Przy końcu ulicy zaś znajduje się Instytut Metalurgii i Inżynierii Materiałowej im. Aleksandra Krupkowskiego Polskiej Akademii Nauk i Instytut Mechaniki Górotworu.

## Galeria

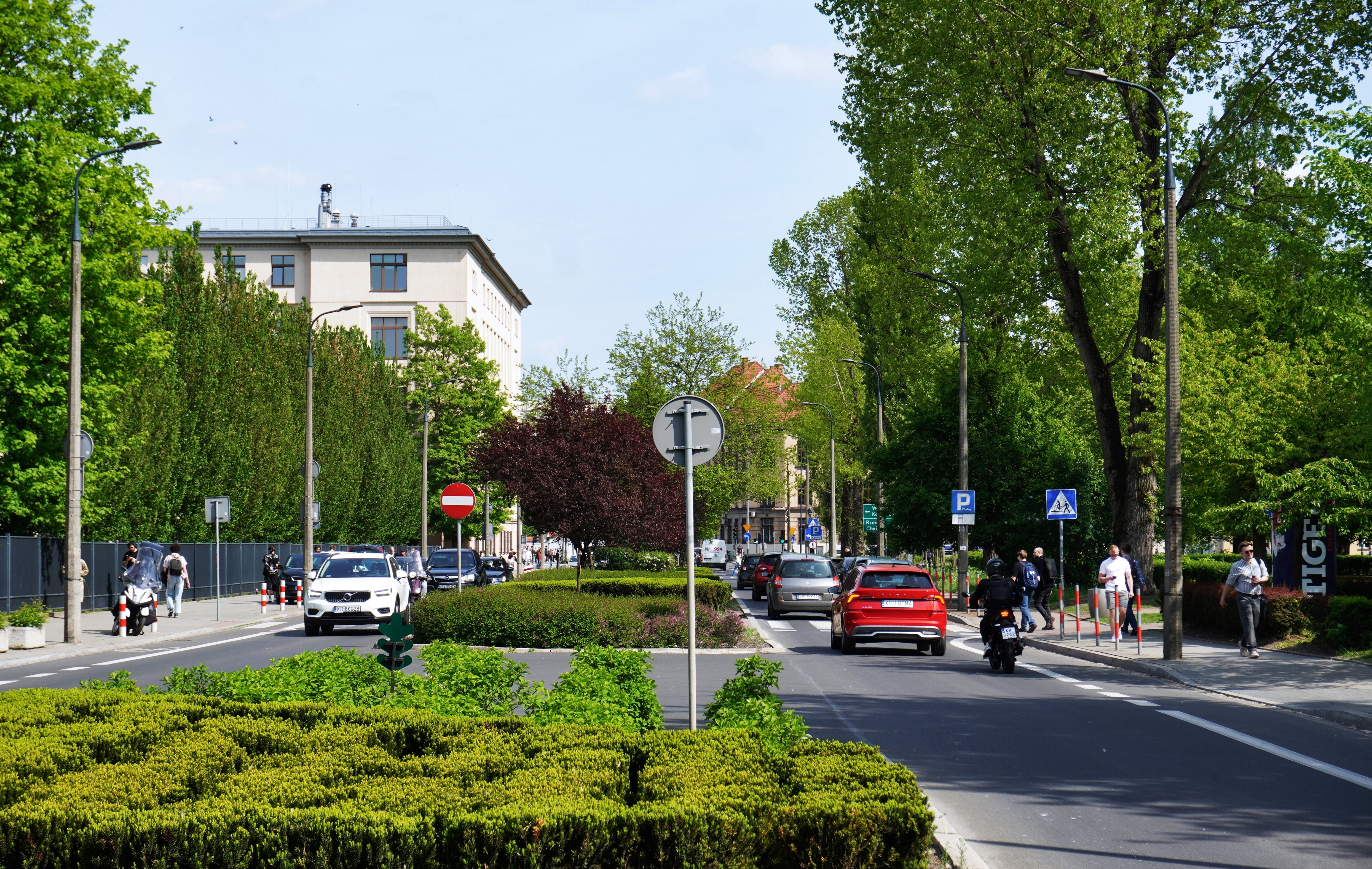
Widok na wschód, po lewej gmach główny AGH